# Epigynum ridleyi
Epigynum ridleyi là một loài thực vật có hoa trong họ La bố ma. Loài này được King & Gamble mô tả khoa học đầu tiên năm 1908.